# Người Negidal
Negidal (негидальцы trong Tiếng Nga; tên tự gọi: элькан бэйэнин, hay elkan bayenin nghĩa là "người bản xứ." Tên Negidal là một từ Nga hóa của thuật ngữ tiếng Evenk là "ngegida", nghĩa là "người ven biển.") là một dân tộc tại vùng Khabarovsk ở Nga, họ sống dọc theo sông Amgun và sông Amur. Ngôn ngữ của họ thuộc hệ ngôn ngữ Tungus và rất gần gũi với tiếng Evenk. Người Negidal có nguồn gốc từ người Evenk, những người sống dọc Amgun và hợp chủng với người Nivkh, người Nanai, và người Ulch. Về mặt chính thức, họ được coi là tín đồ Chính Thống giáo, song vẫn duy trì đức tin thuyết vật linh và Shaman giáo. Theo điều tra năm 2002, có 567 người Negidal tại Nga, 147 trong số đó vẫn còn nói tiếng Negidal.